# Tanchelm

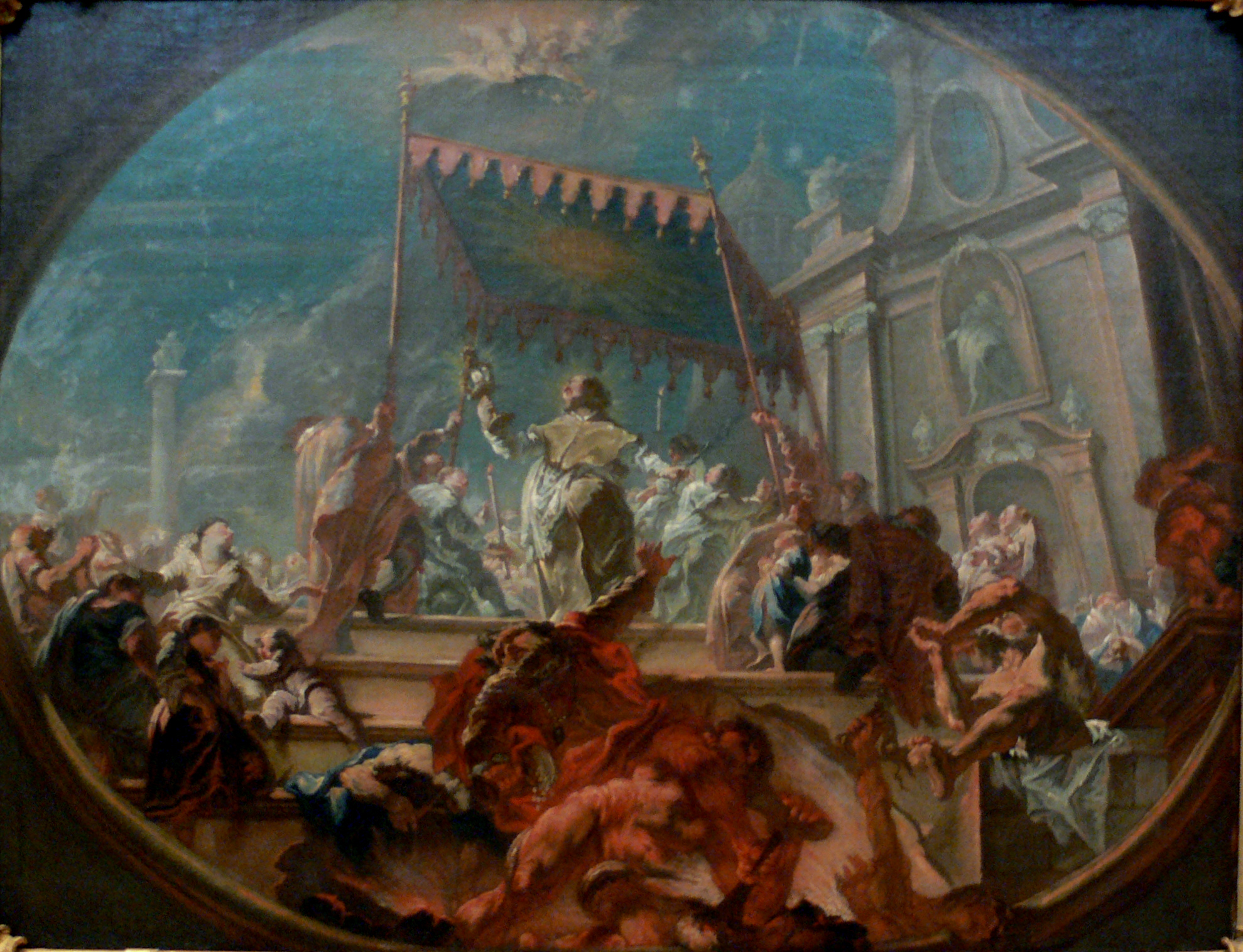
De triomf van de H. Norbertus over Tanchelm in 1124. Schilderij uit 1750, Beiers Nationaal Museum.

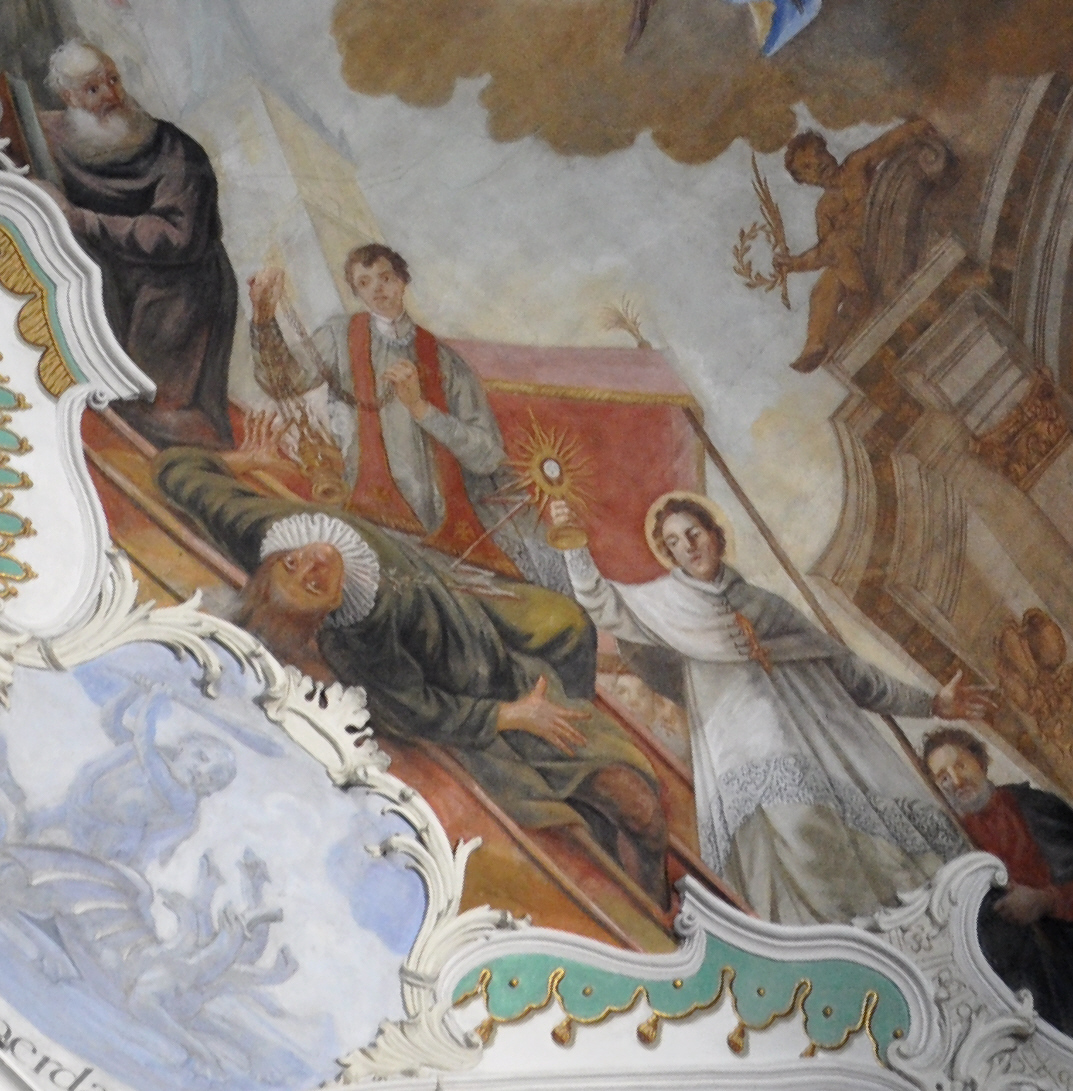
Norbertus in strijd tegen de ketterse prediker Tanchelm; fresco van Johannes Zick in de kerk van Schussenried

Tanchelm (ook Tanchelijn, Tanchelmus of Tanchelinus) (Zeeland - Antwerpen, 1115) was een middeleeuwse volksprediker, die de geschiedenis inging als ketter en sekteleider.

## Geschiedenis
Het meeste dat we over Tanchelm weten, bestaat uit een  paar documenten geschreven door diegenen die hem bestreden hebben, want zelf heeft hij geen geschriften nagelaten. Er wordt verondersteld dat hij rond 1070 zou geboren zijn in Zeeland of het Brugse Vrije. Door sommigen werd hij als een leek beschreven, door anderen als een monnik.
Volgens hetgeen zijn tegenstanders schreven, keerde hij zich met grote felheid tegen de Kerk en de kerkelijke sacramentenleer. Zo leerde hij dat de sacramenten hun effect misten wanneer ze door onwaardige geestelijken werden toegediend. Hij zou zich ontpopt hebben als een kampioen van het antisacerdotalisme. Hij zou zich gekant hebben tegen de kerkelijke belastingen (de "tienden") en tegen de liederlijke levenswandel van sommige leden van de clerus. Met grote praal trok hij rond door Vlaanderen, vergezeld door talrijke volgelingen. 
De tegenstanders, meer bepaald de kanunniken van de kathedraal van Utrecht, schreven extreme verhalen over hem, waarvan de authenticiteit niet meer te achterhalen is. Zo werd geschreven dat hij vooral een vrouwelijke aanhang verwierf, enerzijds volksvrouwen, anderzijds rijke vrouwen die hem royale giften deden. Die volgelingen gingen zo ver in hun verering dat ze het water dronken waarin hij een bad had genomen. Men schreef dat hij in weelde leefde en zich alvast niet aan het celibaat hield. Hij zou zich plechtig verloofd hebben met de Maagd Maria. Hij zou vele jonge meisjes ontmaagd hebben en zou seks hebben gehad met vrouwen die hem door hun echtgenoten werden aangeboden.
In 1113 zou hij verdreven zijn uit Brugge en vestigde hij zich in Antwerpen, waar hij opnieuw het volk aan zijn kant kreeg, maar uiteindelijk in 1115 door een priester werd vermoord.

## Een politieke en kerkelijke strijd om Zeeland?
De historicus Henri Pirenne schreef in 1927 dat Tanchelm, in opdracht van graaf Robrecht II van Vlaanderen (1087-1111), naar de paus trok om hem ervan te overtuigen Zeeland los te maken van het bisdom Utrecht, om het te doen opnemen in het 'Vlaamse' bisdom Doornik. In plaats van een ketter, zou hij een gevierd prediker geweest zijn die in de zg. Investituurstrijd (1075-1122: tussen de paus en de keizer over de bezetting van vooral hoge kerkelijke ambten) de zijde van de paus had gekozen. Tanchelm zou een tijd gevangen hebben gezeten in Keulen en, nadat hij ontsnapt was (of vrijgelaten), zou hij naar Rome getrokken zijn en door de paus zijn ontvangen.
Toen in 1112 de opvolging van de overleden bisschop van Utrecht dreigde te worden beslist ten gunste van de keizersgezinden, zou Tanchelm in Rome het idee hebben verdedigd om het zuid-westen van het Utrechtse bisdom te verenigen met het Vlaamse bisdom Terwaan waar de bisschop, Jan van Waasten, bekend stond als een hervormingsgezinde bemiddelaar. Rome besliste inderdaad dat het Utrechtse gebiedsdeel, in afwachting van een vervulling van de Utrechtse vacature in pauselijke zin, tijdelijk werd geplaatst onder de rechtsmacht van de bisschop van Terwaan. Dit interim eindigde toen in 1114 een pausgezinde bisschop in Utrecht werd benoemd.
Het gebied dat korte tijd onder Terwaanse jurisdictie had gestaan, strekte zich uit van de Vier Ambachten in het zuiden tot een onbekende grens ten noorden van Voorne. De bekendste volgeling van Tanchelm, die zelf waarschijnlijk nauw was verbonden met dit in hoofdzaak Zeeuwse gebied, was priester Everwacher, waarschijnlijk pastoor van Voorne.
Gelet op de bevindingen van Pirenne is het niet onmogelijk dat de kritieken die op Tanchelm werden geuit, partijdig en eenzijdig waren en voortkwamen uit de middens van de keizersgezinden, van het bisdom Utrecht en van het aartsbisdom Keulen, in het kader van de investituurstrijd.

## Na zijn dood
Ook na zijn dood kon Tanchelm nog op aanhang rekenen. Dit blijkt uit het feit dat de H. Norbertus nog in 1124, bijna tien jaar na de dood van Tanchelm, door de paus naar Antwerpen zou zijn gezonden om diens ketterij te bestrijden. Dat is dan ook de reden waarom Norbertus in de beeldende kunst vaak triomferend over Tanchelm wordt afgebeeld met een monstrans in de hand.

## Wetenswaardigheden
- Op 27 februari 1960 ging Harry Mulisch' Tanchelijn in première, een toneelstuk dat, geïnspireerd door Lou de Palingboer, een fantaserende visie geeft op het leven van Tanchelm. Het werd gespeeld door de Nederlandse Comedie met in de hoofdrol Ko van Dijk jr..
- De Brugse vrijmetselaarsloge Tanchelijn, opgericht in 1981 binnen het Belgische Grootoosten, werd naar hem vernoemd. Deze loge kende moeilijkheden en dissidenties.
- Boven de ingangspoort van het Antwerpse Steen staat een figuurtje afgebeeld, dat volgens sommigen Simini voorstelt, volgens anderen Tanchelijn.[bron?]